# Hardcore Jollies
Hardcore Jollies è il nono album in studio del gruppo musicale statunitense Funkadelic, pubblicato nel 1976.

## Tracce
Side 1
1. Comin' Round the Mountain (George Clinton, Grace Cook) - 5:56
2. Smokey (Clinton, Garry Shider) - 6:08
3. If You Got Funk, You Got Style (Clinton, Bootsy Collins, Bernie Worrell) - 3:07
4. Hardcore Jollies  (Clinton, Worrell)  - 5:01

Side 2
1. Soul Mate (Clinton, Cook) - 2:48
2. Cosmic Slop [Live]  (Clinton, Worrell) - 6:30
3. You Scared the Lovin' Outta Me  (Clinton, Glenn Goins) - 6:28
4. Adolescent Funk  (Clinton, Michael Hampton, Worrell) - 4:18